# 伊豆の踊子 (1963年の映画)
『伊豆の踊子』（いずのおどりこ）は、1963年（昭和38年）制作の日本映画。川端康成の同名小説の4度目の映画作品。西河克己監督。吉永小百合、高橋英樹主演。

## あらすじ
大学教授の川崎は、教え子である男子学生から或る相談を持ち込まれていた。それは「結婚の仲人になってほしい」という話だったが、学生結婚というものに少々の不安や心配を持つ川崎教授は躊躇を覚える。しかし、その男子学生と将来を誓い合う少女が「ダンサー」であることを知った教授の胸に、かつて旅芸人の踊子に淡い恋心を寄せた青春の思い出が甦るのだった。若い二人を見守りながら、教授の心は遠い過去へ遡っていく。

## キャスト
- 薫・現代の少女（二役）：吉永小百合
- 現代の学生：浜田光夫
- 川崎：高橋英樹（学生時代）
- お咲：南田洋子
- お清：十朱幸代
- 鳥屋：桂小金治
- 紙屋：井上昭文
- お咲の男：土方弘
- 人夫頭：郷鍈治
- 千代子：堀恭子
- お時：安田千永子
- 鶴の屋：深見泰三
- 田中筆子
- 料理屋の女中：福田トヨ
- 茶屋のばあさん：小峰千代子
- 旅の坊主：峰三平
- 百合子：茂手木かすみ
- 酌婦風の女：新井麗子
- 温泉宿の女中イ：三船好重
- 温泉宿の女中ロ：大倉節美
- 湯ヶ野の酌婦１：高山千草
- 人夫４：伊豆見雄
- 瀬山孝司
- 荒井岩衛
- 戸波志朗
- 人夫５：近江大介
- 人夫１：澄川透
- 人夫２：岩手征四郎
- 人夫３：田端善彦
- 式田賢一
- 村の子供達１：江澤一
- 村の子供達２：山口光雄
- 村の子供達３：森重孝
- 湯ヶ野の子供達A：松岡高史
- 温泉宿の女中ハ：渡辺節子
- 湯ヶ野の酌婦２：若葉めぐみ
- 村の子供達４：青柳真美
- 高橋玲子
- 豊澄清子
- 飯島美知秀
- 湯ヶ野の子供達B：奥園誠
- 湯ヶ野の子供達C：大野茂樹
- 振付：花柳一輔
- 技斗：峰三平
- 大学教授(川崎）：宇野重吉
- お芳：浪花千栄子
- 栄吉：大坂志郎

## スタッフ
- 監督：西河克己
- 脚本：三木克己、西河克己
- 音楽：池田正義
- 撮影：横山実
- 編集：鈴木晄
- 照明：河野愛三
- 美術：佐谷晃能
- 助監督：白鳥信一
- 制作主任：野村耕祐

## 作品解説
ストーリーテリングが「或る大学教授の回想」という体裁になっている点が、原作小説との大きな相違点である。しかも、その回想シーンのきっかけとなる導入部が「学生結婚」という点もまた現代風な作劇であり、戦後の新教育を受けた若い世代にも馴染みやすい工夫がなされていた。
冒頭の現代の場面はモノクロ、教授の青春時代の回想（踊子との交流すなわち原作小説のパート）が鮮やかなカラーフィルム、その回想から覚めると再びモノクロ、そして現代の若いカップルが希望を胸に走り出す場面でエンディングという演出になっている。
年老いた現代の主人公は宇野重吉が演じ、若い学生の頃を高橋英樹が演じた。回想シーンに出てくる踊子の薫と現代のダンサーは、吉永小百合が一人で二役を演じている。

## 評価
映画撮影を見学した原作者の川端康成は、踊子姿の吉永小百合に「なつかしい親しみ」を感じたという。